# Night of the Prog
Night of the Prog, également connu sous le nom de NOTP, est un festival de rock et de métal progressif qui, depuis 2006, a lieu chaque année en été sur la scène en plein air de Loreley en Allemagne. Son nom est dérivé de celui des célèbres séries de concerts Night of the Proms mêlant pop, rock et musique classique et organisées dans différents pays d'Europe.
Le festival se concentre sur le rock progressif et le métal progressif avec leurs différents sous-genres ainsi que sur les styles apparentés avec le prog : space-rock, folk prog, crossover prog, symphonic prog, heavy prog, etc. Y jouent des groupes de l'apogée du « Prog classique » des années 1970 et de la scène néo-prog des années 1980, ainsi que des groupes plus actuels. À côté de groupes renommés tels que Asia, Jethro Tull, Marillion, Dream Theater, Barclay James Harvest, Saga ou Opeth, apparaissent également des nouveaux arrivants. Le festival NOTP est actuellement l'un des plus grands événements de rock progressif et de métal progressif au monde.
Les groupes français à s'y être produits sont Magma, Gens de la Lune, Franck Carducci Band, Gong, Ange, Esthesis et Lazuli. Ce dernier, avec cinq passages, détient le record de participations au festival, conjointement avec le groupe allemand Sylvan. Ces deux groupes sont déjà annoncés pour l'édition 2024.
Du fait de la pandémie de Covid-19, le XVe festival initialement prévue en juillet 2020, est d'abord reporté en juillet 2021, puis finalement en juillet 2022.
L'édition 2024 du festival sera la dernière pour des raisons économiques et logistiques.

## Localisation

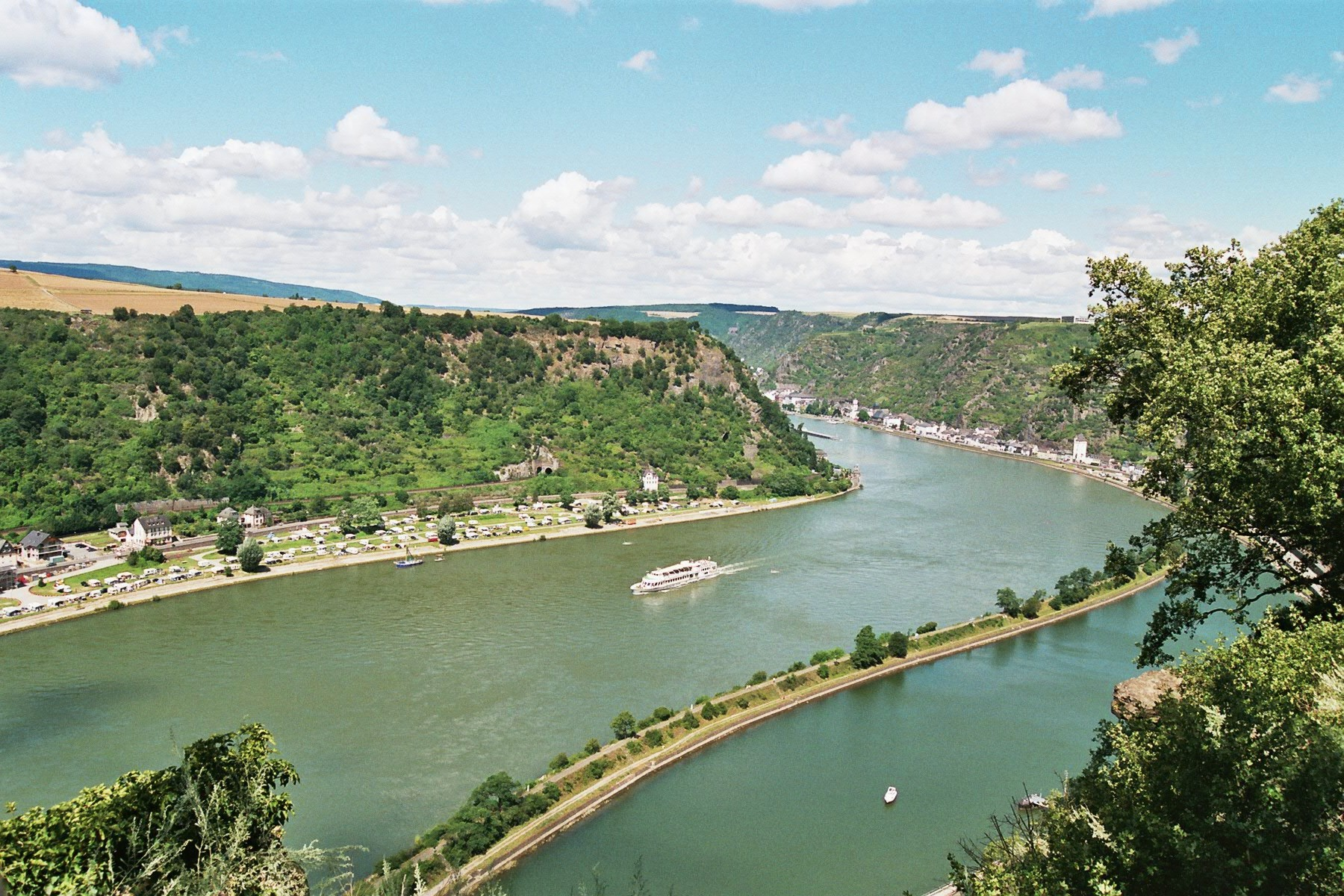
La vallée du Rhin à Saint-Goarshausen

Sur la rive droite du Rhin, le festival se déroule chaque année sur la commune allemande de Saint-Goarshausen dans le land de Rhénanie-Palatinat, entre Francfort et Cologne.

## Historique
Le festival, alors sur un seul jour, un vendredi, a lieu pour la première fois en 2006. L'année suivante, le festival se déroule sur deux jours (samedi et dimanche), en 2008 sur trois (vendredi, samedi et dimanche), avant de repasser en 2009 sur deux jours (vendredi et samedi, puis samedi et dimanche à partir de 2012, et de nouveau vendredi et samedi en 2014). Depuis le dixième anniversaire en 2015, le festival dure à nouveau trois jours, du vendredi au samedi. En 2010, le festival se déroule début septembre avant de revenir en juillet l'année suivante.
En 2020, le festival est reporté à 2021, puis à 2022, en raison de la pandémie de Covid-19.
Le 26 septembre 2023, le site officiel du festival annonce que pour des raisons économiques et logistiques (dues à la pandémie de Covid-19, au Brexit et à la guerre en Ukraine), l'édition 2024, qui doit se dérouler du 19 au 21 juillet, sera la dernière.

## Scène
Les concerts se déroulent sur la scène du théâtre en plein air de Loreley, construite durant le régime nazi. Après avoir été utilisé pour des pièces de théâtre et des grandes fêtes, le lieu accueille des concerts de rock et de pop, et c'est un groupe de rock progressif qui a d'ailleurs été le premier à y jouer : Genesis en 1976, avec Bill Bruford à la batterie. 

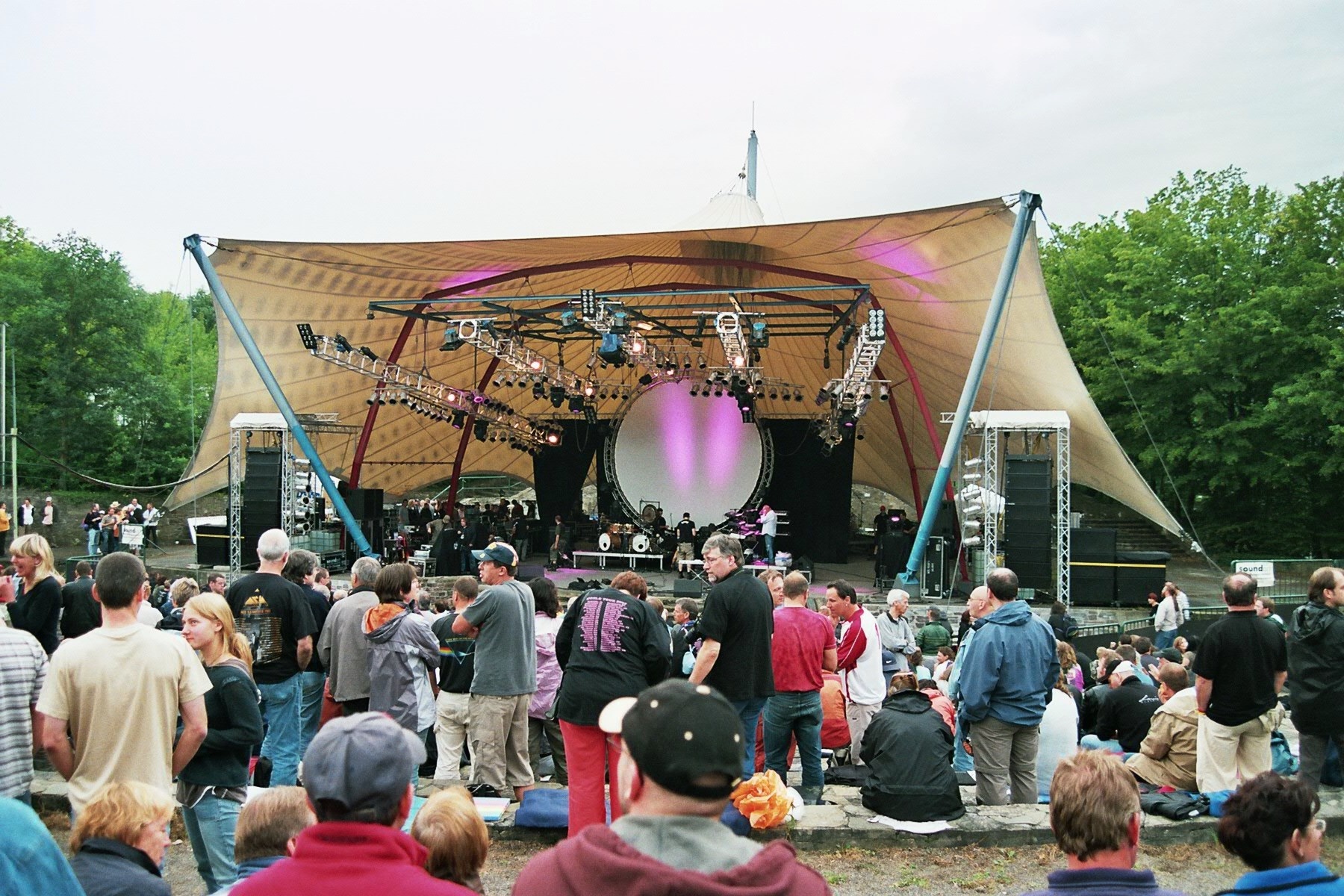
La scène et les spectateurs en 2007.

Près de 5 000 spectateurs peuvent s'assoir sur des gradins en pierre. Il est également possible d'assister aux concerts depuis les pelouses de la colline derrière l'amphithéâtre.
Les spectateurs viennent d'Allemagne, France, Suisse, Belgique, Pays-Bas, Espagne, Italie, Royaume-Uni, Scandinavie et parfois d'Amérique du Sud ou du Nord.
Chaque journée de concert commence généralement en début d'après-midi par les groupes les moins connus (prestation d'environ une heure). La fin d'après-midi est ensuite consacrée à des groupes plus renommés comme les groupes de néo-prog (prestation d'environ une heure et demie). Les têtes d'affiches de la soirée sont les groupes les plus anciens et célèbres du rock progressif ou des groupes hommage reprenant leurs classiques (prestation de plus de deux heures).

## Programmation
Les groupes et artistes les plus célèbres de la scène progressive ou métal se produisant au festival sont : Fish (2006, 2007, 2008, 2015), IQ (2007, 2011, 2014, 2018), Asia (2007), Pendragon (2007, 2009, 2015), Jethro Tull (2007), Klaus Schulze (2008), Tangerine Dream (2008, 2018), The Flower Kings (2008, 2012, 2024), Pain of Salvation (2008, 2015), Barclay James Harvest (2008), Neal Morse (2008, 2015, 2016), Ray Wilson (2009, 2017), Roger Hodgson (2008), Lazuli (2009, 2012, 2015, 2018, 2022, 2024), Steve Hackett (2009, 2012, 2015, 2022, 2024), Twelfth Night (2010), Pallas (2010), Marillion (2010, 2014, 2017), Anathema (2011, 2014, 2018), Eloy (2011), Dream Theater (2011), Spock's Beard (2012, 2016), Saga (2012), Magma (2013), Steven Wilson (2013), Caravan (2013), Opeth (2013), Transatlantic (2014), Camel (2015, 2017), Gens de la Lune (2016), Carl Palmer (2016), The Musical Box (2016, 2022), Yes (2017), Gong (2017, 2018), Ange (2017), Nick Mason (2018, 2022), Colosseum (2022), PFM (2022), Wishbone Ash (2022).